# Yeoja, Jeong-hye
Yeoja, Jeong-hye (여자, 정혜?), noto anche con il titolo internazionale This Charming Girl, è un film del 2004 scritto e diretto da Lee Yoon-ki.

## Trama
Jeong-hye conduce una vita monotona e un lavoro che detesta presso l'ufficio postale del suo quartiere, e spesso passa interi pomeriggi a perdersi nei propri ricordi. La donna spera di poter ritrovare la propria felicità, e anche l'amore.

## Distribuzione
In Corea del Sud la pellicola ha goduto di una distribuzione nazionale a cura della Showbox a partire dal 10 marzo 2005, dopo essere stata proiettata in anteprima il 10 ottobre 2004 presso il Festival internazionale del cinema di Pusan.